# كأس هونغ كونغ 2016–17
كأس هونغ كونغ 2016–17 هو موسم من كأس هونغ كونغ. أشرف على تنظيمه اتحاد هونغ كونغ لكرة القدم، وفاز فيه نادي كيتشي.